# Глазуновская (Волгоградская область)
Глазуновская — станица в Кумылженском районе Волгоградской области, административный центр Глазуновского сельского поселения.
Население — 1253 (на 01.12.2012 г).

## История
Станица основана в середине XVII века. Первоначально находилась на левой стороне Медведицы при озере Самородном. В 1790 году выгорела большая часть станицы, в том числе и церковь. В 1792 году станица переселилась на новое место, где находится по сей день.
Станица относилась к Усть-Медведицкому округу Земли Войска Донского (с 1870 — Область Войска Донского). В 1859 году в станице Глазуновской имелось 424 двора, православная церковь во имя святого Николая Чудотворца, проживало 973 души мужского и 1118 женского пола. По состоянию на 1897 год в станичному юрту относилось 10 хуторов с общей численностью населения чуть более 8 тыс. человек. Согласно алфавитному списку населённых мест Области Войска Донского 1915 года в станице имелось станичное и хуторское правление, заседатель, земский приемный покой, общественная ссудо-сберегательная касса, Крестовоздвиженская церковь, два старообрядческих молитвенных дома, приходское училище, церковно-приходская школа, почтовое отделение, паровая мельница, земельный надел станицы составлял 3795 десятин, всего в станице проживало 1437 мужчин и 1433 женщины.
С 1928 года — в составе Кумылженского района Хопёрского округа (упразднён в 1930 году) Нижне-Волжского края (с 1934 года — Сталинградского края, с 1936 года — Сталинградской области, с 1961 года — Волгоградской области)

## География
Станица находится в лесостепи, на правобережье Медведицы. Высота центра населённого пункта около 65 метров над уровнем моря. Почвы — чернозёмы южные, в пойме Медведицы — пойменные слабокислые и нейтральные почвы.
К станице имеется 11-км подъезд от региональной автодороги Михайловка — Кумылженская. По автомобильным дорогам расстояние до районного центра станицы Кумылженской — 29 км, до областного центра города Волгоград — 230 км.
Климат
Климат умеренный континентальный (согласно классификации климатов Кёппена — Dfa). Многолетняя норма осадков — 411 мм. Наибольшее количество осадков выпадает в июне — 48 мм, наименьшее в феврале и марте — 22 мм. Среднегодовая температура положительная и составляет + 7,5 °С, средняя температура самого холодного месяца января −8,4 °С, самого жаркого месяца июля +22,7 °С.
Часовой пояс
Глазуновская, как и вся Волгоградская область, находится в часовой зоне МСК (московское время). Смещение применяемого времени относительно UTC составляет +3:00.

## Население
Динамика численности населения по годам:
| 1859 | 1873 | 1897 | 1915 | 1987  | 2010 | 2012 |
| ---- | ---- | ---- | ---- | ----- | ---- | ---- |
| 2091 | 2348 | 2413 | 2870 | ≈1500 | 1290 | 1253 |